# Liste bekannter mittellateinischer Philologen
Die Liste bekannter mittellateinischer Philologen erfasst habilitierte oder anderweitig qualifizierte mittellateinische Philologen.

## Liste

### A
- Marc-Aeilko Aris (Deutscher, * 1959)
- Johanne Autenrieth (Deutsche, 1923–1996)
- Rino Avesani (Italiener, 1931–2023)

### B
- Gereon Becht-Jördens (Deutscher, * 1957)
- Günter Bernt (Deutscher, 1935–2020)
- Walter Berschin (Deutscher, * 1937)
- Frank Bezner (Deutscher, * 1971)
- Ferruccio Bertini (Italiener, 1941–2012)
- Giuseppe Billanovich (Italiener, 1913–2000)
- James W. Binns (Brite, * 1940)
- Bernhard Bischoff (Deutscher, 1906–1991)
- Franz Blatt (Österreicher und Däne, 1903–1979)
- Hennig Brinkmann (Deutscher, 1901–2000)
- Franz Brunhölzl (Deutscher, 1924–2014)
- Marie Luise Bulst-Thiele (Deutsche, 1906–1992)
- Walther Bulst (Deutscher, 1899–1986)

### C
- Carmen Cardelle de Hartmann (Spanierin und Deutsche, * 1963)
- Alexandru Cizek (Rumäne)
- Giuseppe Cremascoli (Italiener, * 1933)
- Ernst Robert Curtius (Deutscher, 1886–1956)

### D
- Susanne Daub (Deutsche, * 1964)
- François Dolbeau (Franzose, * 1947)
- Peter Dronke (Brite, 1934–2020)
- Eleanor Duckett (Britin, 1880–1976)
- Reinhard Düchting (Deutscher, 1936–2018)
- Ernst Ludwig Dümmler (Deutscher, 1830–1902)

### E
- Karl A. E. Enenkel (Deutscher, * 1959)

### F
- Michele Camillo Ferrari (Schweizer, * 1964)
- Ezio Franceschini (Italiener, 1906–1983)

### G
- Thomas Gärtner (Deutscher, * 1969)
- Peter Godman (Neuseeländer, 1955–2018)

### H
- Hans F. Haefele (Schweizer, 1925–1997)
- Rudolf Hanslik (Österreicher, 1907–1982)
- Dag Nikolaus Hasse (Deutscher, * 1969)
- Thomas Haye (Deutscher, * 1966)
- Felix Heinzer (Deutscher und Schweizer, * 1950)
- Michael W. Herren (Kanadier, * 1940)
- Emil Herkenrath (Deutscher, 1878–1945)
- Oswald Holder-Egger (Deutscher, 1851–1911)
- Helene Homeyer (Deutscher, 1898–1996)
- Gerlinde Huber-Rebenich (Deutsche, * 1959)

### J
- Peter Christian Jacobsen (Deutscher, * 1936)

### K
- Udo Kindermann (Deutscher, * 1941)
- Wolfgang Kirsch (Deutscher, 1938–2010)
- Thomas Klein (Deutscher, * 1957)
- Paul Klopsch (Deutscher, 1920–2012)
- Helga Köhler (Deutsche, * 1943)
- Ewald Könsgen (Deutscher, * 1941)
- Gabriela Kompatscher-Gufler (Italienerin, * 1968)
- Udo Kühne (Deutscher, * 1955)

### L
- Karl Langosch (Deutscher, 1903–1992)
- Marc Laureys (Deutscher, * 1963)
- Leopold Leeb (Österreicher, * 1967)
- Paul Lehmann (Deutscher, 1884–1964)
- Claudio Leonardi (Italiener, 1926–2010)
- Tino Licht (Deutscher, * 1969)

### M

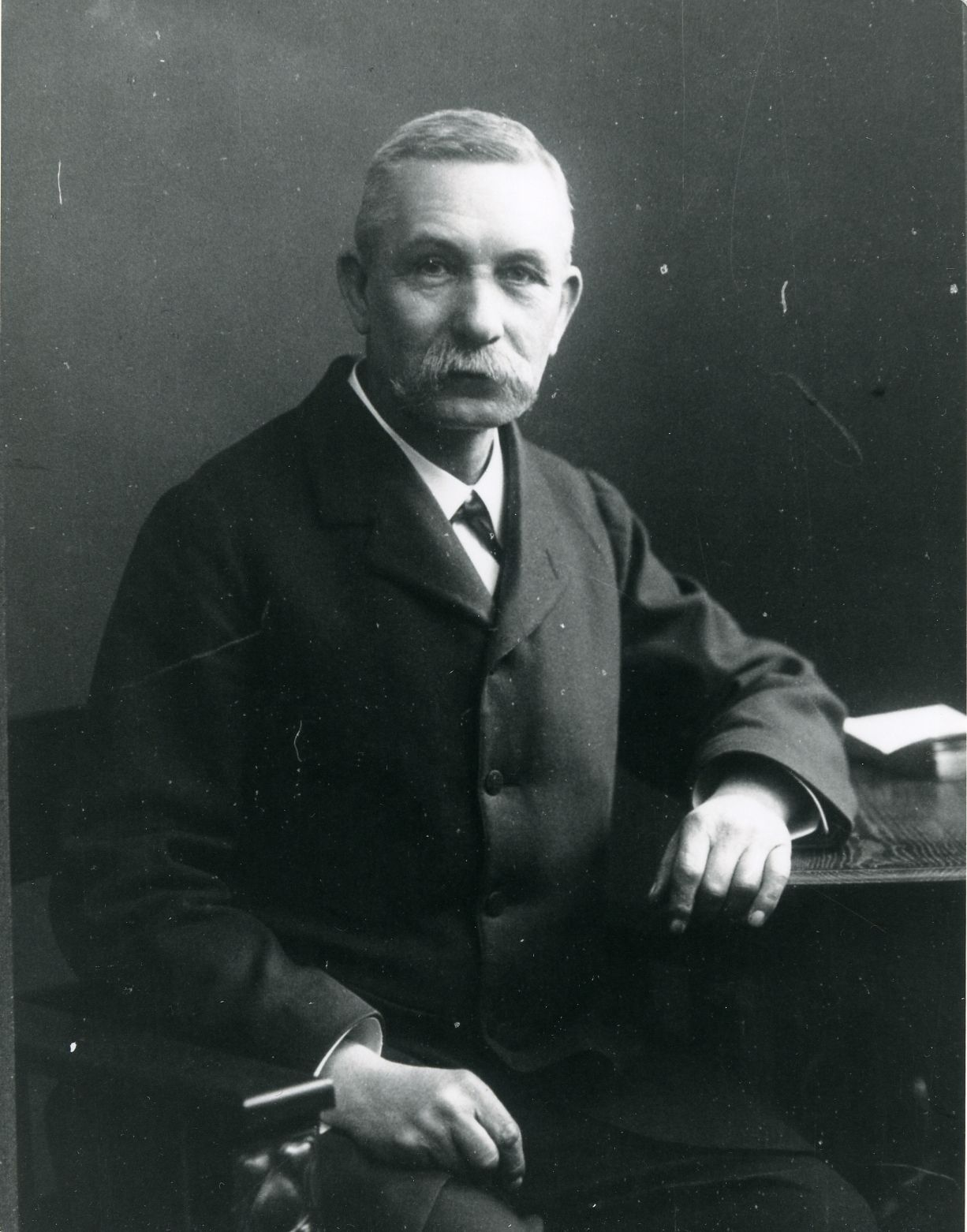
Wilhelm Meyer

- Karl Manitius (Deutscher, 1899–1979)
- Max Manitius (Deutscher, 1858–1933)
- Almuth Märker (Deutsche, * 1966)
- Christina Meckelnborg (Deutsche, * 1956)
- Christel Meier-Staubach (Deutsche, * 1942)
- Wilhelm Meyer (Deutscher, 1845–1917)
- Peter von Moos (Deutscher, * 1936)
- Roger A. B. Mynors (Brite, 1903–1989)

### N
- Karl August Neuhausen (Deutscher, 1939–2017)

### O
- Alf Önnerfors (Schwede, 1925–2019)
- Giovanni Orlandi (Italiener, 1938–2007)
- Peter Orth (Deutscher, * 1964)

### P
- Malcolm B. Parkes (Brite, 1930–2013)
- Michel Parisse (Franzose, 1936–2020)
- Rudolf Peiper (Deutscher, 1834–1898)
- Otto Prinz (Deutscher, 1905–2003)

### Q
- Franz Quadlbauer (Österreicher, 1924–2009)

### R
- Fidel Rädle (Deutscher, 1935–2021)
- Edward Kennard Rand (US-Amerikaner, 1871–1945)
- Christine Ratkowitsch (Österreicherin, * 1953)
- Michael D. Reeve (Brite, * 1943)
- Monika Rener (Deutsche, *)
- Roger E. Reynolds (US-Amerikaner, 1936 – 2014)
- Thomas Ricklin (Schweizer, 1963–2016)
- Bernd Roling (Deutscher, * 1972)

### S

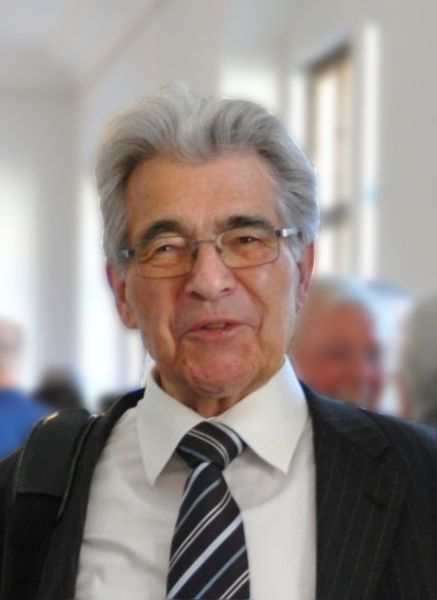
Peter Stotz

- Dieter Schaller (Deutscher, 1929–2003)
- Paul Gerhard Schmidt (Deutscher, 1937–2010)
- Bernd Schneider (Deutscher, * 1943)
- Johannes Schneider (Deutscher, 1910–2006)
- Otto Schumann (Deutscher, 1888–1950)
- Kurt Smolak (Österreicher, * 1944)
- Elisabeth Stein (Deutsche, * 1961)
- Martin Steinmann (Schweizer, * 1940)
- Francesco Stella (Literaturwissenschaftler) (Italiener, * 1962)
- Jürgen Stohlmann (Deutscher, *)
- Peter Stotz (Schweizer, 1942–2020)
- Karl Strecker (Deutscher, 1861–1945)

### T
- Matthias Tischler (Deutscher, * 1968)

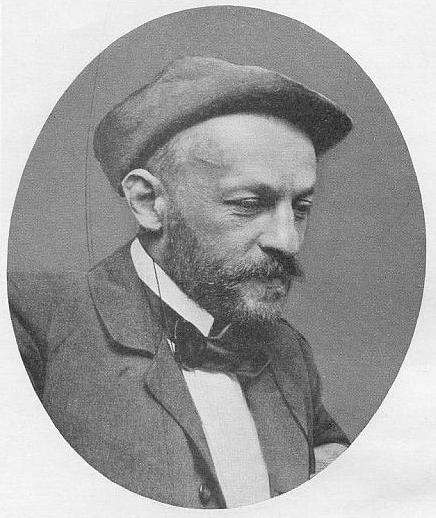
Ludwig Traube

- Ludwig Traube (Deutscher, 1861–1907)

### V
- Benedikt Konrad Vollmann (Deutscher, 1933–2012)

### W

Paul von Winterfeld

- Fritz Wagner (Deutscher, 1934–2011)
- Patrick G. Walsh (Brite, 1923–2013)
- Dorothea Walz (Deutsche, * 1955)
- Stefan Weber (Deutscher, * 1976)
- Carl Weyman (Deutscher, 1862–1931)
- Berthe Widmer (Deutsche, 1924–2012)
- Hermann Wiegand (Deutscher, * 1951)
- Paul von Winterfeld (Deutscher, 1872–1905)

### Z
- Jan M. Ziolkowski (US-Amerikaner, * 1956)